# Towarzystwo Śpiewu „Odrodzenie” w Bydgoszczy
Towarzystwo Śpiewu „Odrodzenie” w Bydgoszczy – polski chór mieszany w Bydgoszczy, istniejący w latach 1922–1939.

## Historia
Chór powstał wiosną 1922 r. z inicjatywy ks. prałata Tadeusza Skarbka-Malczewskiego, proboszcza bydgoskiej fary. Powołano go pod nazwą Towarzystwo Śpiewu „Odrodzenie” Bydgoszcz-Bielawy. Siedzibą zespołu była kaplica pw. Najświętszej Marii Panny Częstochowskiej przy Internacie Kresowym przy ul. Chodkiewicza 32. Prezesem zarządu wybrano Ignacego Grajnerta, a dyrygentem został Władysław Poczekaj. Chór należał do Bydgoskiego Okręgu Związku Śpiewaczego, a także był członkiem Bydgoskiego Okręgu Związku Chórów Kościelnych.
Kolejnymi dyrygentami byli: Stanisław Masłowski, Stanisław Noskiewicz, ponownie Stanisław Masłowski oraz Józef Gromek. Towarzystwo brało czynny udział w uroczystościach kościelnych w kaplicy i parafii farnej, a od 1924 r. w nowo utworzonej parafii św. Wincentego a Paulo. Chór śpiewał także w czasie wielu uroczystości świeckich w Bydgoszczy i okolicznych powiatach. W 1923 r. liczył 95 członków, a w 1932 r. – 80 członków, a w 1939 r. – 40 chórzystów. Jego działalności nie wznowiono po II wojnie światowej.